# 于占唐
于占唐，男，中國人民解放军少將，中共軍事，政治人物，中共黨員。
歷仼山西省军區副司令員、第38集团军原副军长、曾长期服役于北京军区。